# Erik, el enigma viviente
Erik, el Enigma Viviente fue una serie de historietas de ciencia ficción creada por Antonio Bosch Penalva para la editorial Bruguera.

## Trayectoria editorial
Erik, el Enigma Viviente fue la segunda y última de las series que Bosch Penalva realizó para los tebeos de Bruguera, tras Silver Roy. Apareció en los números 1 al 20 de "El Campeón".
En 1983 fue recopilada en un álbum monográfico por Revival Comics en su colección Autores Españoles.